# Vartdalsfjorden
Vartdalsfjorden er en fjord (egentlig et sund) i Hareid, Ulstein og Ørsta kommuner i Møre og Romsdal fylke i Norge. Den er omkring 20 kilometer lang, og ligger mellem øen Hareidlandet og Vartdalsstranda på fastlandssiden.
Fjorden begynder ved Hjørungneset øst for Hjørungavåg og går derfra i sydvestlig retning, til den munder ud i Voldsfjorden syd  for øerne Eika og Yksnøya. Her går også Ørstafjorden mod øst innd til Ørsta. I den nordlige ende munder den ud i Storfjorden og Sulafjorden, og fra den sydlige munding i Voldsfjorden går også Rovdefjorden mod vest fra Yksnøya. Fjorden er mellem to og tre kilometer bred, og den største dybde er på 365 meter ud en Flåvika i Ørsta. 
Bygden Vartdal, som fjorden er opkaldt efter, ligger på østsiden af fjorden. Længst mod syd på vestsiden ligger Eiksund på Hareidlandet. Herfra gik der tidligere færge over til Rjånes på fastlandet, men 23. februar 2008 blev færgeforbindelsen nedlagt da Eiksundsambandet blev åbnet. Europavej E39 går langs Vartdalsstranda på sørsida av fjorden. I 2014 vedtog regeringen at den fremtidige E39 skal føres med broover Vartdalsfjorden, over Hareid før vejen krydser Sulafjorden med en bro  og går videre mod Ålesund. Strækningen er ikke konkret omtalt i Nasjonal transportplan 2018–2027.
Der er lagt en strømkabel på fjordbunden mellem Rjåneset i Ørsta og Eiksundøydgarden i Ulstein.